# Günther Ortmann
Günther Ortmann (* 1945) ist ein deutscher Betriebswirt und Professor für Führung am Reinhard-Mohn-Institut für Unternehmensführung der Universität Witten/Herdecke. Zuvor war er von 1997 bis zu seiner Pensionierung 2010 Professor für Allgemeine Betriebswirtschaftslehre an der Helmut-Schmidt-Universität/Universität der Bundeswehr in Hamburg.

## Biografie
Nach dem Abitur 1964 am Athenaeum Stade und dem Studium der Betriebswirtschaftslehre und der Wirtschaftspädagogik an der Freien Universität Berlin mit Abschlüssen als Diplom-Kaufmann (1969) und Diplom-Handelslehrer (1975) promovierte Ortmann 1975 mit einer Dissertation zum Thema Unternehmungsziele – Genesis und Inhalt. Zur Kritik betriebswirtschaftlicher und organisations-soziologischer Entwürfe einer Theorie der Unternehmungsziele an der FU Berlin. Erstgutachter der Arbeit war Alfred Kieser. 1978 wurde er durch den Fachbereich III der Universität Oldenburg für das Lehr- und Forschungsgebiet Betriebswirtschaftslehre habilitiert.
Von 1970 bis 1975 war er als wissenschaftlicher Mitarbeiter am Fachbereich Wirtschaftswissenschaften der Freien Universität Berlin tätig. Im Anschluss wechselte er an die Universität Oldenburg. Dort war er von 1976 bis 1982 wissenschaftlicher Assistent für „Wirtschaftswissenschaft mit dem Schwerpunkt Theorie der Unternehmung“ und von 1982 bis 1988 Professor für Betriebswirtschaftslehre mit dem Schwerpunkt Personal- und Ausbildungswesen. 1988 folgte er einem Ruf an die Universität Wuppertal auf eine Professur für Betriebswirtschaftslehre, insbesondere Planung und Organisation. 1997 wurde er Professor für Allgemeine Betriebswirtschaftslehre an der Helmut-Schmidt-Universität in Hamburg. Seit 2014 ist er Professor für Führung an der Universität Witten/Herdecke sowie seit 2016 Mitglied des dortigen Reinhard-Mohn-Instituts für Unternehmensführung. 2021 wurde ihm die Ehrendoktorwürde der Universität Siegen verliehen.
Günther Ortmann nahm eine Reihe von Lehraufträgen und Gastprofessuren an der Universität Wien, der Universität Innsbruck, der Universität Luzern und der Universität St. Gallen wahr. Ferner war er von 1996 bis 1997 Direktor des Instituts zur Erforschung sozialer Chancen (ISO Köln).
Seine Forschungsschwerpunkte liegen insbesondere auf den Gebieten Organisationstheorie und -soziologie, strategisches Management, Entscheidung und Führung. Empirisch beschäftigte er sich u. a. mit Fragen der Macht in Organisationen.
Günther Ortmann ist mit der Kulturwissenschaftlerin und Philosophin Iris Därmann verheiratet.

## Schriften
Günther Ortmann ist Autor oder Herausgeber von mehr als 20 Büchern und Autor von mehr als 140 Artikeln, Aufsätzen und anderen Beiträgen. Zu seinen wichtigsten Publikationen zählen:
- Unternehmungsziele als Ideologie: Zur Kritik betriebswirtschaftlicher und organisationstheoretischer Entwürfe einer Theorie der Unternehmungsziele. Kiepenheuer & Witsch, 1976.
- Die Freiheit der Betriebswirtschaftslehre: Freiheit des Individuums, Wertfreiheit der Wissenschaft, Pluralismus der Methoden. In: Zeitschrift für Betriebswirtschaft, 47 (11), 1977, S. 715–720.
- Der zwingende Blick. Personalinformationssysteme – Architektur der Disziplin. Campus, Frankfurt am Main 1984.
- mit Willi Küpper (Hrsg.): Mikropolitik : Rationalität, Macht und Spiele in Organisationen. Westdeutscher Verlag, Opladen 1988.
- mit Arnold Windeler, Albrecht Becker und Hans-Joachim Schulz: Computer und Macht in Organisationen: Mikropolitische Analysen. VS Verlag für Sozialwissenschaften, Wiesbaden 1990.
- Unternehmensstrategien und Informationstechniken. In: Zeitschrift für betriebswirtschaftliche Forschung. 43 (11), 1991, S. 997–1001.
- Formen der Produktion. Organisation und Rekursivität. Westdeutscher Verlag, Opladen 1995.
- mit Marco Zimmer: Strategisches Management, Recht und Politik. In: Die Betriebswirtschaft. 58 (6), 1998, S. 747–769.
- mit Jörg Sydow, Klaus Türk (Hrsg.): Theorien der Organisation: Die Rückkehr der Gesellschaft. 2. Auflage. VS Verlag für Sozialwissenschaften, Wiesbaden 2000.
- mit Jörg Sydow (Hrsg.): Strategie und Strukturation. Strategisches Management von Unternehmen, Netzwerken und Konzernen. Gabler, Wiesbaden 2001.
- mit Harold Salzman: Stumbling Giants: The Emptiness, Fullness and Recursiveness of Strategic Management. In: Soziale Systeme. 8 (2) 2002, S. 205–230.
- Regel und Ausnahme: Paradoxien sozialer Ordnung. Suhrkamp, Frankfurt am Main 2003.
- Organisation und Welterschließung. Dekonstruktionen. Verlag für Sozialwissenschaften, Wiesbaden 2003.
- Als Ob. Organisationen und Fiktionen. Verlag für Sozialwissenschaften, Wiesbaden 2004.
- Das fatale Apriori des Marktes. In: Bernd Schauenberg (Hrsg.): Institutionenökonomik als Managementlehre. Gabler, Wiesbaden 2005, S. 229–237.
- mit Markus Göbel und Christiana Weber: Reziprozität – Kooperation zwischen Nutzen und Pflicht. In: Georg Schreyögg, Jörg Sydow (Hrsg.): Kooperation und Konkurrenz. Managementforschung 17. Gabler, Wiesbaden 2007, S. 161–205.
- Management in der Hypermoderne: Kontingenz und Entscheidung. VS Verlag für Sozialwissenschaften, Wiesbaden 2009.
- mit Hugo Schmale und Marianne Schuller (Hrsg.): Wissen/Nichtwissen. Fink, Paderborn 2009.
- Organisation, Strategie, Responsivität. Strategieformation als rekursive Strukturation. In: Georg Schreyögg, Peter Conrad (Hrsg.): Organisation und Strategie. Managementforschung 20. Gabler, Wiesbaden 2010, S. 1–46.
- On drifting rules and standards. In: Scandinavian Journal of Management. 26, S. 204–214.
- Die Kommunikations- und die Exkommunikationsmacht in und von Organisationen. In: Die Betriebswirtschaft. 71 (4), S. 355–378.
- Kunst des Entscheidens. Ein Quantum Trost für Zweifler und Zauderer. Velbrück Wissenschaft, Weilerswist 2011.
- mit Stephan Duschek, Michael Gaitanides und Wenzel Matiaske (Hrsg.): Organisationen regeln: Die Wirkmacht korporativer Akteure. Springer VS, Wiesbaden 2012.
- Eine Phänomenologie des Entscheidens, organisationstheoretisch genutzt und ergänzt. In: Reiner Keller (Hrsg.): Kommunikativer Konstruktivismus: Theoretische und empirische Arbeiten zu einem neuen wissenssoziologischen Ansatz. Springer, Wiesbaden 2013, S. 121–149.
- Können und Haben, Geben und Nehmen. Kompetenzen als Ressourcen: Organisation und strategisches Management. In: Arnold Windeler, Jörg Sydow (Hrsg.): Kompetenz. Sozialtheoretische Perspektiven. Springer VS, Wiesbaden 2014, S. 19–107.
- mit Wil Martens: Organisationen in Luhmanns Systemtheorie. In: Alfred Kieser, Mark Ebers (Hrsg.): Organisationstheorien. 7. Auflage. Kohlhammer, Stuttgart 2014, S. 407–440.
- Noch nicht/Nicht mehr. Wir Virtuosen des versäumten Augenblicks. Velbrück Wissenschaft, Weilerswist 2015.
- Organisation und Moral – die dunkle Seite. 2. Auflage. Velbrück Wissenschaft, Weilerswist 2015.
- Kafka: Organisation, Recht und Schrift. (Hrsg. mit Marianne Schuller) Verbrück Wissenschaft, Weilerswist 2019, ISBN 9783958321762

Seit 2012 schreibt Günther Ortmann die ständige Kolumne Ortmanns Ordnung in der Zeitschrift OrganisationsEntwicklung.